# Tatiana Dokoudovska
Tatiana Dokoudovska (Beausoleil, 13 gennaio 1921 – Kansas City, 21 settembre 2005) è stata una ballerina, insegnante, coreografa e direttrice artistica francese con cittadinanza statunitense, nonché fondatrice e sostenitrice della Kansas City Ballet Company.

## Biografia
Tatiana Dokoudovska nacque il 13 gennaio 1921 a Beausoleil, Francia, vicino a Monte Carlo, da Alexis e Nadia Dokoudovsky. Suo padre era il figlio di un nobile russo e il nonno italiano di sua madre Nadia, un cantante d'opera.
Allieva di Olga Preobrajenska, prima ballerina del teatro imperiale russo, la Dokoudovska a soli 12 anni iniziò la sua carriera professionale, danzando in operette e film. Mentre frequentava l'Ecole des Artes (Scuola professionale), danzò per la stagione lirica a Monte Carlo, venendo poi ingaggiata come solista dal il Ballet Russe de l'Opera Comique di Parigi. Seguirono tournée in Europa, Inghilterra e Irlanda, con una stagione annuale a Parigi. Danzò in due rappresentazioni speciali delle opere Boris Godunov e Il principe Igor', ospite d'onore Fëdor Šaljapin, per il Presidente della Repubblica di Francia. Dopo essersi esibita all'Esposizione Coloniale di Parigi, entrò a far parte del Ballet Russe de Monte Carlo come solista per la stagione dell'opera e del balletto al Monte Carlo Theatre e al Drury Lane Theatre di Londra.
Nel 1939 arrivò negli Stati Uniti per entrare nel Mordkin Ballet, con il quale fece una tournée e una stagione a New York, continuando con la compagnia che in seguito si sarebbe chiamata American Ballet Theatre.
Durante la seconda guerra mondiale, entrò a far parte del balletto della Radio City Music Hall, ma tornò in Europa dopo la guerra per unirsi all'Original Ballet Russe come solista per una stagione al Covent Garden di Londra, in Francia e in Belgio.
Al suo ritorno negli Stati Uniti, la Dokoudovska ottenne la cittadinanza statunitense. Continuò la sua carriera esibendosi nei teatri estivi, insegnando al Ballet Arts, alla Carnegie Hall, alla New York e Regent Academy, dando lezioni private a stelle del cinema e lavorando con i bambini colpiti dalla poliomielite.
Nel 1954 accettò un'offerta come capo del dipartimento di danza del Conservatorio di musica, che in seguito divenne parte dell'Università del Missouri-Kansas City, una posizione che ricoprì fino al suo ritiro nel 1989.
Oltre ai doveri di questa posizione, fece coreografie per la Filarmonica di Kansas City per quattro stagioni, fondò la Kansas City Ballet Company e avviò il programma di laurea triennale in danza presso UMKC, in un momento in cui pochi programmi di questo tipo erano disponibili in tutti gli Stati Uniti, oltre a lavorare con l'Associazione nazionale di danza e artisti affiliati (NADAA), Dance Educator of Windsor, Canada, Dance Caravan e Empire State Ballet of Albany, New York.
Nel 1966, fu onorata a livello nazionale dalla sua elezione al Consiglio di amministrazione originale dell'Associazione delle danze americane, un'organizzazione di società professionali e civiche negli Stati Uniti. Fu anche membro del Theatre Arts Council e del comitato per la danza del Missouri State Council on the Arts.
Grazie alla sua grande esperienza, la Dokoudovska insegnò la coreografia originale di molte opere classiche, ne ridisegnò molte altre e creò numerosi nuovi lavori.
Molti suoi ex allievi diventarono membri del New York City Ballet, American Ballet Theatre, Joffrey Ballet, Harkness, National Ballet a Washington, San Francisco Ballet, BalletMet, Urban Bush Women, Garth Fagan Dance Company e Alvin Ailey Dance Company.
Oggi i suoi studenti si possono trovare in tutti i rami del mondo della danza, l'ultimo tributo ad una grande e stimolante insegnante.